# Püünsi
Püünsi är en ort i Estland. Den ligger i Viimsi kommun och landskapet Harjumaa, i den nordvästra delen av landet, 13 km norr om huvudstaden Tallinn. Püünsi ligger 6 meter över havet och antalet invånare är 729.
Terrängen runt Püünsi är platt. Havet är nära Püünsi åt nordväst.  Närmaste större samhälle är Tallinn, 12,9 km söder om Püünsi.